# Arthur Birch-Hirschfeld

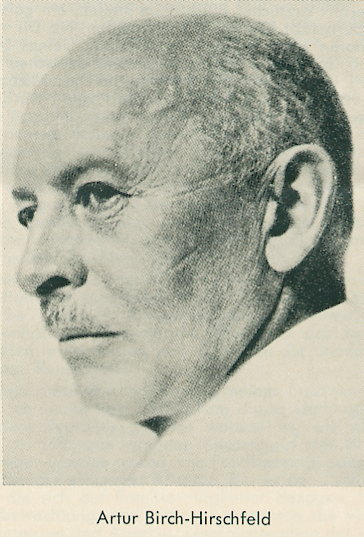

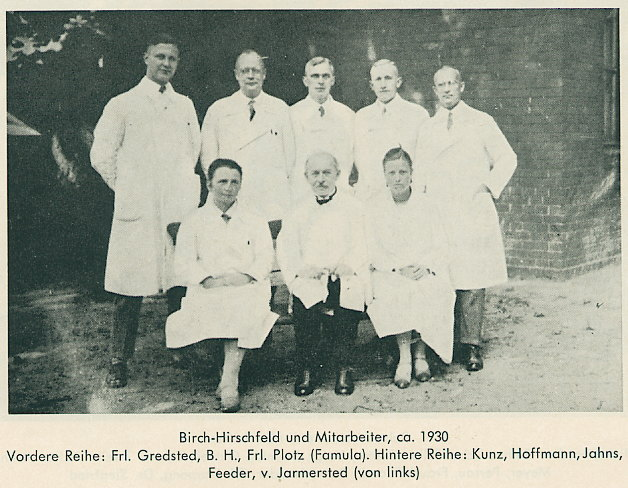
Birch-Hirschfeld (Mitte vordere Reihe) um 1930 mit Klinikpersonal der Albertus-Universität

Arthur Birch-Hirschfeld (* 10. September 1871 in Dresden; † 31. Januar 1945 in Danzig, Reichsgau Danzig-Westpreußen) war Professor für Augenheilkunde und Rektor der Albertus-Universität Königsberg.

## Leben
Birch-Hirschfeld war Sohn des Pathologen Felix Victor Birch-Hirschfeld und studierte Medizin an der Universität Leipzig und der Ludwig-Maximilians-Universität München. Er war seit 1892 Mitglied der Leipziger Burschenschaft Germania. 1896 wurde er als Arzt approbiert und von der Universität Leipzig zum Dr. med. promoviert. Danach arbeitete er als Assistenzarzt an verschiedenen Instituten und Kliniken in Leipzig. Seit 1900 in Leipzig habilitiert, wurde er 1906 zum a.o. Professor an der Universität Leipzig ernannt. Er war 1914 Stabsarzt der Reserve der sächsischen Armee.
1915 folgte er dem Ruf der Albertus-Universität auf den Lehrstuhl für Ophthalmologie. An dieser ersten von der Chirurgie unabhängigen Universitätsaugenklinik in Preußen unter der Leitung des von 1877 bis 1889 einzigen preußischen Ordinarius für Augenheilkunde, Julius Jacobson (1828–1889), forschte Birsch-Hirschfeld über Granulose (frühere Bez. für Granulationsgewebe bei Trachom, Tuberkel u. Conjunctivitis granulomatosa), so dass von einer Königsberger Schule der Trachombehandlung gesprochen wurde. Auch machte er die Klinik als Spezialist auf dem Gebiet der Erkrankung der Augenhöhle (Orbita) international bekannt.
Vor Ende des Ersten Weltkriegs war er Dekan der Medizinischen Fakultät. 1932/33 war er Rektor der Albertina. 1936 wurde er emeritiert.
Birch-Hirschfeld zog 1944 nach der Zerstörung seines Hauses zu seiner Tochter Anneliese Triller nach Frauenburg. Im Januar 1945 starb er während der Flucht vor der herannahenden Roten Armee im Alter von 73 Jahren im Hause seines Kollegen Helmbold in Danzig an einem Herzinfarkt.

## Schriften
- Zur Pathologie der Granulose. Berlin 1925.
- Die Lichtbehandlung in der Augenheilkunde. Berlin 1928.
- Die wahre und die falsche Augendiagnose. Halle 1928.
- Die Krankheiten der Orbita (Handbuch der gesamten Augenheilkunde). 2. Auflage. Band 9, Abt. 1, Berlin 1930.
- Die Granulose und ihre Bekämpfung in Ostpreussen. Königsberg 1932.
- Ein neuer Weg zur Funktionsprüfung des Auges. Halle 1932.
- Zur pathologischen Anatomie und Therapie des Trachoms nach histologischer Untersuchung des Tarsus und seiner Bindehaut. Leipzig 1938.